# Nick Price (Schauspieler)
Nicolas Thomas Price (* 5. April 1993 in Dallas, Texas) ist ein US-amerikanischer Schauspieler. Er begann in Fernsehwerbungen seine Laufbahn als Darsteller und arbeitet auch als Synchronsprecher.

## Leben
Bereits mit sechs Jahren trat Price erstmals in einem Werbespot für die Dallas Mavericks auf und wurde für viele weitere Commercials eingesetzt. Seine allererste Kinorolle an der Seite von Michael Caine und Haley Joel Osment im Film Löwen aus zweiter Hand (2003) wurde allerdings ein Opfer am Schneidetisch.
Als Synchronsprecher wurde er für die Charlie-Brown-Folge I Want a Dog for Christmas, Charlie Brown (2003) für die Figur des Schroeder eingesetzt und erhielt dann 2005 eine Nebenrolle in dem Kinofilm Winn-Dixie – Mein zotteliger Freund (Because of Winn-Dixie). Nach weiteren Fernsehauftritten in den Serien Medium – Nichts bleibt verborgen und Cold Case – Kein Opfer ist je vergessen übernahm er 2007 die Rolle des Peter Shaw im von Studio Hamburg produzierten Kinofilm Die drei ??? – Das Geheimnis der Geisterinsel.
Im Frühjahr 2009 war er im zweiten Teil der Filmreihe – Die drei ??? – Das verfluchte Schloss – zu sehen.